# Філатов Сергій Іванович
Філатов Сергій Іванович (25 вересня 1926 — 3 квітня 1997) — радянський вершник.
Олімпійський чемпіон 1960 року в індивідуальній виїздці, бронзовий призер 1964 (індивідуальна виїздка), 1964 (командна виїздка) років.